# Шевельов Абрам Саулович
Шевельов Абрам Саулович (4 липня 1917 — 3 листопада 1994)   — радянський імунолог, мікробіолог, лікар, доктор медичних наук (1967), професор (1969).

## Біографія
Народився 4 липня 1917 року в містечку Ляди Оршанського повіту Могильовської губернії (тепер це село Дубровенського району Вітебської області). Єврей. У 5-річному віці з родиною переїхав до Смоленська.
У 1940 році закінчив Смоленський медичний інститут. Працював головним лікарем Тьосівської лікарні Новодугинського району Смоленської області.
Учасник Великої Вітчизняної війни з 1941 року. Добровольцем вступив до лав Червоної Армії. Був лікарем-евакуатором фронтового евакошпиталю Західного фронту ЕГ № 24, командиром санітарного взводу 1-го батальйону 120-ї окремої стрілецької бригади. З осені 1942 року до травня 1946 року   — командир санітарного взводу окремого медико-санітарного батальйону 53-ї стрілецької дивізії.
Після демобілізації в 1946 році  — аспірант інституту ім. Гамалії в Москві.
Працював завідувачем кафедри мікробіології, імунології та вірусології Смоленського медичного інституту з 1967 по 1988 роки.
З ініціативи Шевельова створено Центральну науково-дослідну лабораторію і кафедру імунології та алергології при Смоленській ДМА. З його ім'ям пов'язана розробка фундаментальних питань імунології пухлинного росту, імунології вагітності, проблеми реакції «трансплантат проти господаря».
Створив на Смоленщині школу імунологів.
Під його керівництвом захищено 2 докторських і 12 кандидатських дисертацій.
Видано друком понад 150 наукових робіт, серед яких 5 монографій. Є власником 1 винаходу. Низка робіт Шевельова видавалась за кордоном.
Помер 3 листопада 1994 року в Смоленську. Похований на Братському цвинтарі.

## Нагороди
- два ордена Вітчизняної війни 2-го ступеня (27.09.1944, 06.04.1985)
- Орден Червоної Зірки (13.12.1943)
- Медаль «За оборону Москви» (1942)
- Медаль «За перемогу над Німеччиною» (1945)
- Медаль «За взяття Відня» (1945)
- Нагороджений директором Пастерівського інституту в Парижі пам'ятною медаллю Л.Пастера.

## Основні наукові праці
- Шевелев А. С. Реакция «трансплантат против хозяина» и трансплантационная болезнь. — М.: Медицина, 1976. — 237 с.
- Шевелев А. С. Противоречия иммунологии. — М.: Медицина, 1978. — 256 с.
- Шевелев А. С. Память о будущем: Этюды об иммунитете. — М.: Сов. Россия, 1985. — 224 с.
- Шевелев А. С., Николаева Р. Ф. Последний подвиг Луи Пастера. — М.: Медицина, 1988. — 112 с.
- Шевелев А. С. СПИД — загадка века. — 2-е изд., испр. и доп. — М.: Сов. Россия, 1991. — 192 с.
- Шевелев А. С. Тайный властитель России. — Библиотека журнала «Край Смоленский». — № 3. — 1991. — 95 с.